# Carl Büttner Reederei
Die Carl Büttner Reederei, heute Carl Büttner Holding GmbH & Co. KG, ist eine deutsche Reederei von 1856 mit Sitz in Bremen.

## Geschichte

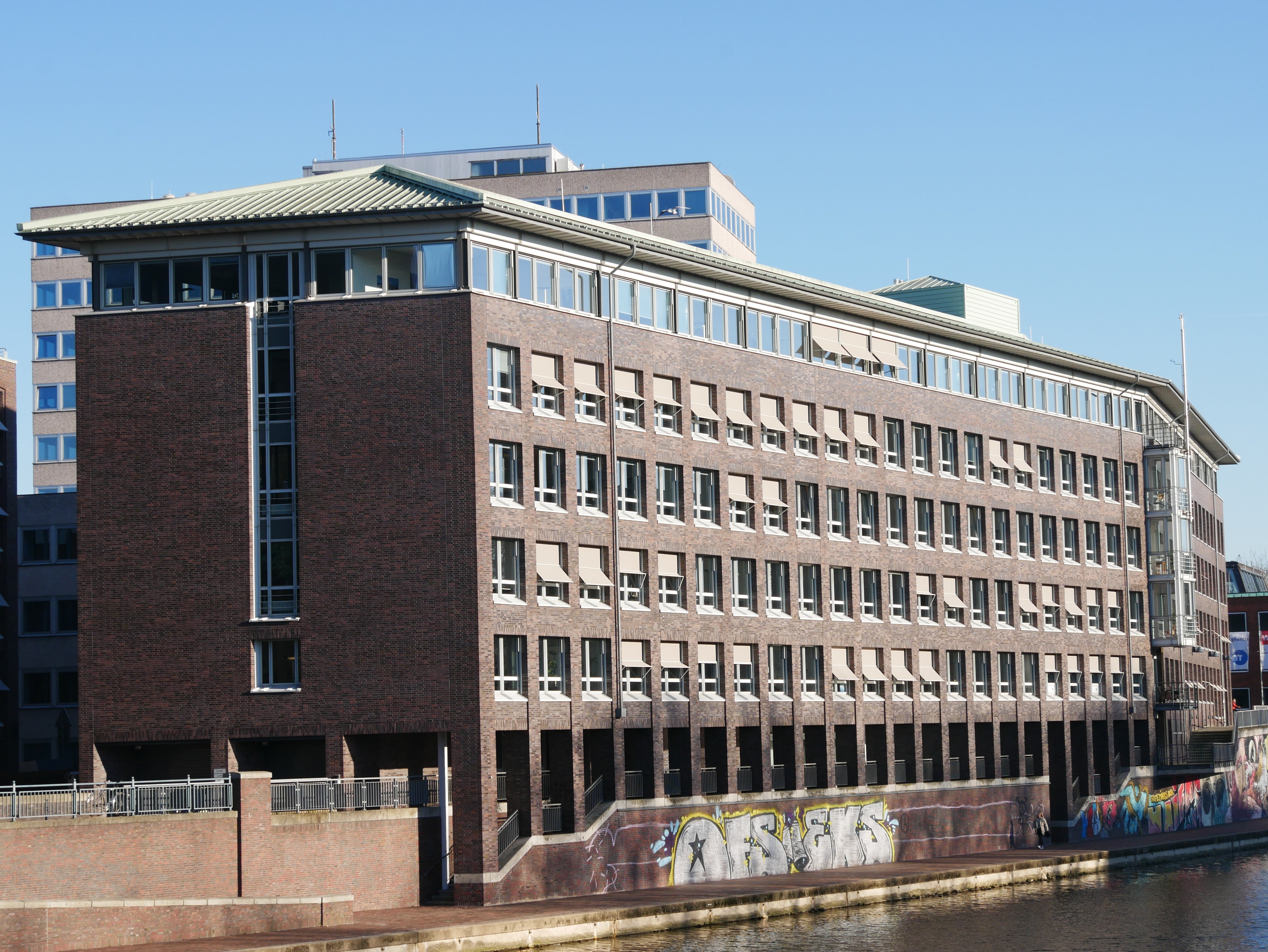
Sitz der Carl Büttner Reederei auf dem Teerhof

Carl Dietrich Büttner gründete 1856 (andere Quellen 1853) in Leer ein Schiffsmakler- und Speditionsunternehmen. Daraus wurden 1879 die Spedition Carl Büttner und die Carl Büttner Reederei (CB), die ihren ersten Dampfer, die Stadt Leer, bauen ließ. Harte Konkurrenz, vor allem mit der Neptun Reederei, zwang ihn in den 1890er Jahren eine Kooperation mit der Neptun einzugehen, die den Liniendienst in Leer übernahm. 1892 beauftragte er seinen Sohn Johann Albrecht Büttner (1863–1933), eine Filiale in Bremen einzurichten, um Geschäfte in Richtung Ostsee zu verbessern, während die Spedition in Ostfriesland verblieb.
Von 1905 bis 1933 führte der Sohn des Firmengründers, Johann Albrecht Büttner (1863–1933), das Unternehmen mit Schwerpunkt in Leer.
Von 1933 bis 1970 führte Carl Dietrich Büttner (II) (1897–1970), Enkel des Gründers, die Reederei. 1933 wurden Spedition und Reederei als Unternehmen getrennt und die Reederei verlegte den Hauptsitz nach Bremen. Hier war die Rolandmühle damals einer der Hauptkunden.
Die Reederei transportierte nach 1945 Kohle und Torf und versorgte US-Schiffe, die Hilfsgüter nach Deutschland brachten. 1960 erwarb die Reederei das erste Bunker-Seeschiff Brummer und war nun vornehmlich im Bunkergeschäft tätig, das aber in den 1960er Jahren stark stagnierte, da die US-Amerikaner sich aus diesem Bereich zurückzogen und zunehmend LKW diese Waren transportierten.
Nach 1945 wurde das Geschäft noch von der Wohnung des Reeders in der Georg-Gröning-Straße in Bremen-Schwachhausen aus geleitet. Später war der Firmensitz in der Bahnhofsstraße. 1965 erwarb sie den ersten Hochseetanker Hummel und bereederte zunehmend Tanker.
Von 1970 bis 2001 führte Carl-Habbo Büttner (1929–2020), der Urenkel des Gründers, in vierter Generation die Reederei. Er gründete einen dritten Standort in Duisburg-Ruhrort, welcher in Spitzenzeiten bis zu 40 Binnenschiffe zum Transport von Versorgungsgütern nach Nordrhein-Westfalen und Kohle/Koks aus dem Ruhrgebiet einsetzte. Emil Hartmann war von 1971 bis 1997 Mitinhaber der Tankreederei. Er übernahm mit der Trennung sieben Büttner-Tanker, an denen er beteiligt war, und gründete 1998 die German Tanker Shipping.
Seit 1980 wurden alle Schiffe mit Doppelboden und seit 1984 nur noch mit Doppelhülle gebaut.
2001 wurde CB Maritime d.o.o. in Rijeka als Crewing-Agentur gegründet und 2003 die Carl Büttner Shipmanagement GmbH. Die Reederei betrieb um 2014 zehn Öltanker mit insgesamt rd. 200.000 tdw.
2017 erfolgte die Umstrukturierung als Konzern in Carl Büttner Holding GmbH & Co. KG (Gesellschafter in fünfter Generation Maike und Jörn Büttner) sowie der Carl Büttner Shipmanagement GmbH und der Carl Büttner GmbH & Co. KG. Vier 38.000-tdw-Produkten-/Chemikalientanker wurden beauftragt und weitere drei Neubauten folgten 2019/20.
Heute bestehen die Reedereiaktivitäten im Betreiben von Öl-/Produkten- und Chemikalien-Tankern. 2009 installierte die Firma Saacke erstmals das hybride Multistream Scrubber System (stickstoffoxidreduzierte Verbrennung) auf dem Tanker Levana. Die Reederei hat nun ihren Sitz auf dem Teerhof, Herrlichkeit 2. Die Flotte hatte 2022 sieben Schiffe mit 223.000 tdw, die im Kern in Nordwesteuropa fahren und jeweils jährlich 50 bis 60 Reisen absolvieren. Geschäftsführer ist aktuell Thorsten Mackenthun (Stand 2022).